# العلاقات الأذربيجانية التشيلية
العلاقات الأذربيجانية التشيلية هي العلاقات الثنائية التي تجمع بين أذربيجان وتشيلي.

## مقارنة بين البلدين
هذه مقارنة عامة ومرجعية للدولتين:
| وجه المقارنة                                              | أذربيجان        | تشيلي                         |
| --------------------------------------------------------- | --------------- | ----------------------------- |
| المساحة (كم2)                                             | 86.60 ألف       | 756.10 ألف                    |
| عدد السكان (نسمة)                                         | 10.00 مليون     | 17.37 مليون                   |
| الكثافة السكانية (ن./كم²)                                 | 115.47          | 22.97                         |
| العاصمة                                                   | باكو            | سانتياغو                      |
| اللغة الرسمية                                             | اللغة الأذرية   | اللغة الإسبانية               |
| العملة                                                    | مانات أذربيجاني | بيزو تشيلي، وحدة حساب تشيلية ‏ |
| الناتج المحلي الإجمالي (بليون دولار)                      | 40.75 مليار     | 277.08 مليار                  |
| الناتج المحلي الإجمالي (تعادل القوة الشرائية) بليون دولار | 171.56 مليار    | 419.39 مليار                  |
| الناتج المحلي الإجمالي الاسمي للفرد دولار أمريكي          | 5.50 ألف        | 13.42 ألف                     |
| الناتج المحلي الإجمالي للفرد دولار أمريكي                 | 17.52 ألف       | 22.07 ألف                     |
| مؤشر التنمية البشرية                                      | 0.751           | 0.832                         |
| رمز المكالمات الدولي                                      | +994            | +56                           |
| رمز الإنترنت                                              | .az             | .cl                           |
| المنطقة الزمنية                                           | ت ع م+04:00     | 00، 00، 00، 00                |

## منظمات دولية مشتركة
يشترك البلدان في عضوية مجموعة من المنظمات الدولية، منها:
| علم المنظمة | اسم المنظمة                               | تاريخ انضمام أذربيجان | تاريخ انضمام تشيلي |
| ----------- | ----------------------------------------- | --------------------- | ------------------ |
|             | الاتحاد البريدي العالمي                   | ?                     | ?                  |
|             | يونسكو                                    | 3 يونيو 1992          | 7 يوليو 1953       |
|             | البنك الدولي للإنشاء والتعمير             | 18 سبتمبر 1992        | 31 ديسمبر 1945     |
|             | وكالة ضمان الاستثمار متعدد الأطراف        | 23 سبتمبر 1992        | 12 أبريل 1988      |
|             | الاتحاد الدولي للاتصالات                  | 10 أبريل 1992         | 1908               |
|             | منظمة الشرطة الجنائية الدولية             | ?                     | ?                  |
|             | مؤسسة التمويل الدولية                     | 11 أكتوبر 1995        | 15 أبريل 1957      |
|             | الأمم المتحدة                             | 2 مارس 1992           | 24 أكتوبر 1945     |
|             | مؤسسة التنمية الدولية                     | 31 مارس 1995          | 30 ديسمبر 1960     |
|             | منظمة حظر الأسلحة الكيميائية              | ?                     | ?                  |
|             | المركز الدولي لتسوية المنازعات الاستشارية | 18 أكتوبر 1992        | 24 أكتوبر 1991     |

## وصلات خارجية
- موقع وزارة الخارجية الأذربيجانية
- موقع وزارة الخارجية التشيلية